# Pilcaya, Guerrero
Pilcaya är en kommunhuvudort i Mexiko.   Den ligger i kommunen Pilcaya och delstaten Guerrero, i den sydöstra delen av landet, 100 km sydväst om huvudstaden Mexico City. Pilcaya ligger 1 600 meter över havet och antalet invånare är 4 718.
Terrängen runt Pilcaya är kuperad, och sluttar österut. Runt Pilcaya är det ganska tätbefolkat, med 75 invånare per kvadratkilometer. Närmaste större samhälle är Ixtapan de la Sal, 10,7 km norr om Pilcaya. I omgivningarna runt Pilcaya växer huvudsakligen savannskog.